# 6762 Cyrenagoodrich
6762 Cyrenagoodrich è un asteroide della fascia principale. Scoperto nel 1981, presenta un'orbita caratterizzata da un semiasse maggiore pari a 2,1720032 UA e da un'eccentricità di 0,1751221, inclinata di 3,70174° rispetto all'eclittica.